# Церковь Рождества Богородицы (Скопье)

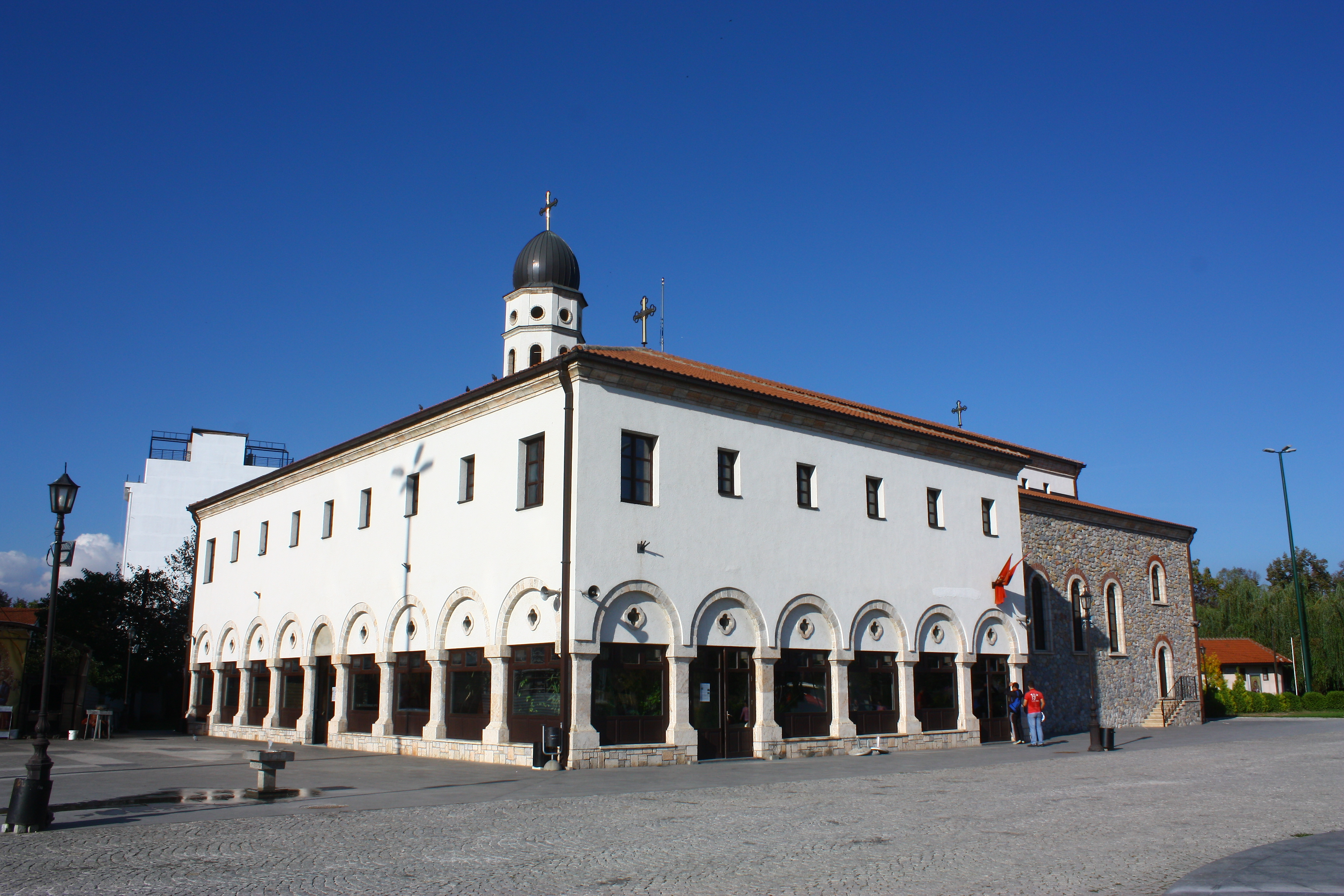
Церковь Рождества Пресвятой Богородицы, Скопье.

Церковь Рождества Пресвятой Богородицы (макед. Црква «Рождество на Пресвета Богородица») — православная церковь в Скопье, Северная Македония.
Согласно легендам, здесь была средневековая церковь. В начале XIX века жители Скопье решили построить здесь новую церковь. Этот проект стал возможен благодаря изменению османского строительного права, которое когда-то ограничивало строительство или реконструкцию христианских церквей. Строительные работы начались в 1809 году под руководством строителя и художника Дамжана Янкулова. Он умер во время строительства, и церковь достроили его сыновья во главе с Андреем Дамьяновым. 1 мая 1835 года он был освящён в честь Рождества Пресвятой Богородицы. Церковь представляет собой трёхнефную каменную базилику с западной пристройкой. Иконостас украшен резьбой по мрамору и дереву.
Через год после завершения строительства во дворе церкви была построена монастырская школа с преподаванием на болгарском языке. Приблизительно в 1850 году школа была преобразована в соответствии с ланкастерской системой, а в 1895 году она была преобразована в Болгарскую педагогическую школу Скопье. Согласно фирману, изданному султаном Абдулазизом 28 февраля 1870 года, после плебисцита славянского населения Скопье в 1874 году был назначен первый епископ Болгарской православной епархии Скопье. В конечном итоге епархия стала частью Болгарской православной церкви (БПЦ). Церковь Рождества Богоматери стала его местной резиденцией. После присоединения Скопье в 1912 году к Сербии, церковь была подчинена Сербской православной церкви. Во время болгарской оккупации территории во время Первой и Второй мировых войн церковь снова была подчинена БПЦ.
Церковь пострадала от пожара во время бомбардировки союзников 6 апреля 1944 года. Согласно другому сообщению, инцидент был спровоцирован поваром немецкой воинской части, дислоцированной в служебных помещениях церкви. Часть церковной утвари была вынесена из горящего здания и впоследствии передана болгарским церковным властям. Во время бомбардировки был серьёзно повреждён ряд объектов епархии БПЦ в Скопье. Согласно спорным македонским историографическим данным, церковь была намеренно сожжена болгарскими «фашистскими оккупантами».
В 1950-е годы храм был подчинён Македонской православной церкви. Она оставалась кафедральным храмом до её разрушения во время землетрясения в Скопье в 1963 году. С 2005 по 2008 год она была полностью реконструирована.
В 2018 году в македонских СМИ появился отчёт и фотография сохранившейся плиты. На плите была надпись: «Главный вход Болгарской народной церкви Рождества Пресвятой Богородицы, 20 июля 1879 года». В отчёте говорится, что плита была установлена на самой церкви, но позже была снята и в течение многих лет хранилась в секретном месте, чтобы не быть уничтоженными югославскими властями.